# Inspectorul și noaptea (film)
Inspectorul și noaptea (titlul original: în bulgară Инспекторът и нощта, transliterat: Inspektorat i noșta) este un film dramatic bulgar, realizat în 1963 de regizorul Ranghel Vălceanov, după romanul omonim al scriitorului Bogomil Rainov, protagoniști fiind actorii Gheorghi Kaloiancev, Nevena Kokanova, Dimităr Panov și Stefan Gădularov.

## Rezumat
Într-o dimineață ploioasă, inspectorul de la secția de criminalistică a miliției împreună cu medicul legist merg să investigheze o crimă. Marinov, un om cu un trecut întunecat și morală scăzută, este găsit mort. Doctorul este convins că este o sinucidere pentru că paharul cu otrava este încă pe masă, dar inspectorul nu crede că așa este, pentru că sunt două pahare folosite. Anchetatorul îi interoghează pe toți locuitorii casei vechi și descoperă diferite laturi ale vieții acestor oameni cu o umbră de suspiciune.
Cine a făcut crima? Baev, pe care vecinii l-au văzut părăsind apartamentul lui Manov. Dimov, care este implicat prin anumite documente, sau Jana, iubita victimei. Mărturisirea frumoasei Jana că i-a dat un luminal bătrânului iubit Marinov pentru a-și părăsi casa mai repede o pune pe primul loc printre suspecți. După examinarea sticlei, se dovedește că luminal este într-o cantitate mică, iar Marinov a murit de cianură de potasiu... 

## Distribuție
- Gheorghi Kaloiancev – inspectorul
- Nevena Kokanova – Jana
- Dimităr Panov – medicul legist
- Stefan Gădularov – avocatul Dimov
- Leo Konforti – Baev
- Țonka Miteva – mătușa Katia
- Ivan Andonov – inginerul Slavov
- Konstantin Koțev – doctorul Kolev
- Iskra Hadjieva – Dora Baeva
- Stefan Danailov – Тоm
- Naum Șopov – locotenentul
- Konelia Bojanova – fata poștașului
- Ivan Iancev – șeful miliției

## Premii
- 1964 – Festivalul național de Film bulgar „Trandafirul de aur” (în bulgară Златна роза)[3]
  - Premiul „Trandafirul de aur” pentru Cel mai bun actor, lui Gheorghi Kaloiancev
  - Premiul „Trandafirul de aur” pentru Cel mai bun regizor, lui Ranghel Vălceanov
  - Premiul „Trandafirul de aur” pentru Cel mai bun scenariu, lui Bogomil Rainov

## Lansare
Filmul a avut premiera în Bulgaria pe data de 16 decembrie 1963.
În România premiera filmului a avut loc la data de 3 august 1964 la cinematografele „Carpați”, „Festival” și „Feroviar” din capitală.